# Phú Long
	Phú Long		là một xã thuộc tỉnh Ninh Bình, Việt Nam. Trụ sở xã nằm cách phường Hoa Lư - trung tâm tỉnh lỵ Ninh Bình 28 km về phía Tây.		
Theo Nghị quyết số 1674/NQ-UBTVQH15 ngày 16/6/2025 về sắp xếp các đơn vị hành chính cấp xã của tỉnh Ninh Bình năm 2025, 	sắp xếp xã Kỳ Phú và xã Phú Long thành xã mới có tên gọi là xã Phú Long.	
Xã Phú Long	có diện tích:	74,79	km², 	dân số:	13.685	người, mật độ dân số: 	183	người/km². 	Đây là đơn vị có diện tích xếp thứ:	4	, số dân xếp thứ: 	126	và mật độ dân số xếp thứ: 	127	trong số 129 xã, phường ở Ninh Bình.  
Xã này nằm trên Quốc lộ 45.

## Văn hóa - du lịch

### Công viên động vật hoang dã quốc gia Việt Nam
Dự án đầu tư xây dựng Lưu trữ ngày 4 tháng 3 năm 2016 tại Wayback Machine Công viên bảo tồn động vật hoang dã Quốc gia tại Ninh Bình thực hiện theo Quyết định số 57/QĐ-TTg của Thủ tướng chính phủ Việt Nam. Địa điểm của dự án được đặt tại 2 Phú Long  với tổng diện tích khoảng 1.488 ha. Đây là công viên bảo tồn động vật hoang dã Quốc gia đầu tiên tại Việt Nam và được xây dựng, phát triển, hoạt động đạt tiêu chuẩn Quốc tế.
Dự án dự kiến giai đoạn đầu tư thu hút khoảng 2 triệu khách/năm và đến năm 2020 sẽ đón 3,5 triệu khách/năm. Dự án đi vào hoạt động sẽ tạo việc làm cho khoảng 2.500 lao động. Tổng vốn đầu tư khoảng 9.364,5 tỷ đồng, trong đó nguồn ngân sách 3.964,5 tỷ đồng, nguồn vốn doanh nghiệp và huy nguồn vốn xã hội hoá 5.400 tỷ đồng. Thời gian thực hiện dự án từ năm 2012- 2020. Đây là dự án mang tầm vóc quốc tế và cũng là dự án đầu tiên được triển khai tại Việt Nam cũng như trên địa bàn tỉnh Ninh Bình.
Dự án này nằm ngay vùng đệm ở phía nam Vườn quốc gia Cúc Phương, rất gần các Khu du lịch Tràng An, chùa Bái Đính, Khu du lịch sinh thái hồ Đồng Chương, suối Kênh Gà-động Vân Trình để tạo thành quần thể du lịch liên hoàn thu hút khách du lịch về với cố đô Hoa Lư.
Theo QUYẾT ĐỊNH Số: 731 /QĐ-ủy ban nhân dân V/v phê duyệt quy hoạch xây dựng Công viên động vật hoang dã Quốc gia tại tỉnh Ninh Bình, Công viên động vật hoang dã Quốc gia Việt Nam có 6 phân khu chính gồm Lưu trữ ngày 5 tháng 3 năm 2016 tại Wayback Machine:

### Di tích - danh thắng
Xã Phú Long có 2 khu du lịch đã được đưa vào khai thác gồm:
- Phủ Đồi Ngang là khu du lịch văn hóa tâm linh thuộc hệ thống tứ phủ thánh cậu.
- Hồ Đồng Chương được xây dựng thành khu du lịch sinh thái nghỉ dưỡng cuối tuần.

Phú Long có 2 di tích cấp quốc gia là:
- Dốc Giang: là di tích đã gắn liền với chiến thắng của quân và dân Ninh Bình năm 1953. Gọi là Dốc Giang vì trước đây có rất nhiều cây giang mọc ở hai đồi bên dốc. Dốc Giang nằm trên đường Quốc lộ 45 từ Rịa đi Sòng Cạn (Thạch Thành - Thanh Hoá). Chiến thắng Dốc Giang đã tiêu diệt và bắt sống gần 200 tên địch, bắn cháy và phá huỷ 5 xe tăng, 2 xe thiết giáp, 4 xe cam nhông và 1 xe gíp. Trận đánh đã làm gãy mũi tấn công quan trọng của thực dân Pháp.
- Thung Lóng.

Ngoài ra, Hồ Đá Lải thuộc xã Phú Long, có trữ lượng 2,5 triệu mét khối nước. Trên diện tích 400m 2 mặt nước nuôi cá lồng tại hồ Đá Lải mỗi năm cho sản lượng 15-18 tấn cá thịt cũng là một điểm du lịch giải trí cuối tuần.
Đây cũng là xã được công nhận Anh hùng lực lượng vũ trang nhân dân Lưu trữ ngày 15 tháng 3 năm 2016 tại Wayback Machine ở Ninh Bình.
1. ↑  Tổng cục Thống kê
2. ↑  Nghị quyết của Quốc hội về sắp xếp các đơn vị hành chính cấp xã của tỉnh Ninh Bình năm 2025